# Questione giottesca

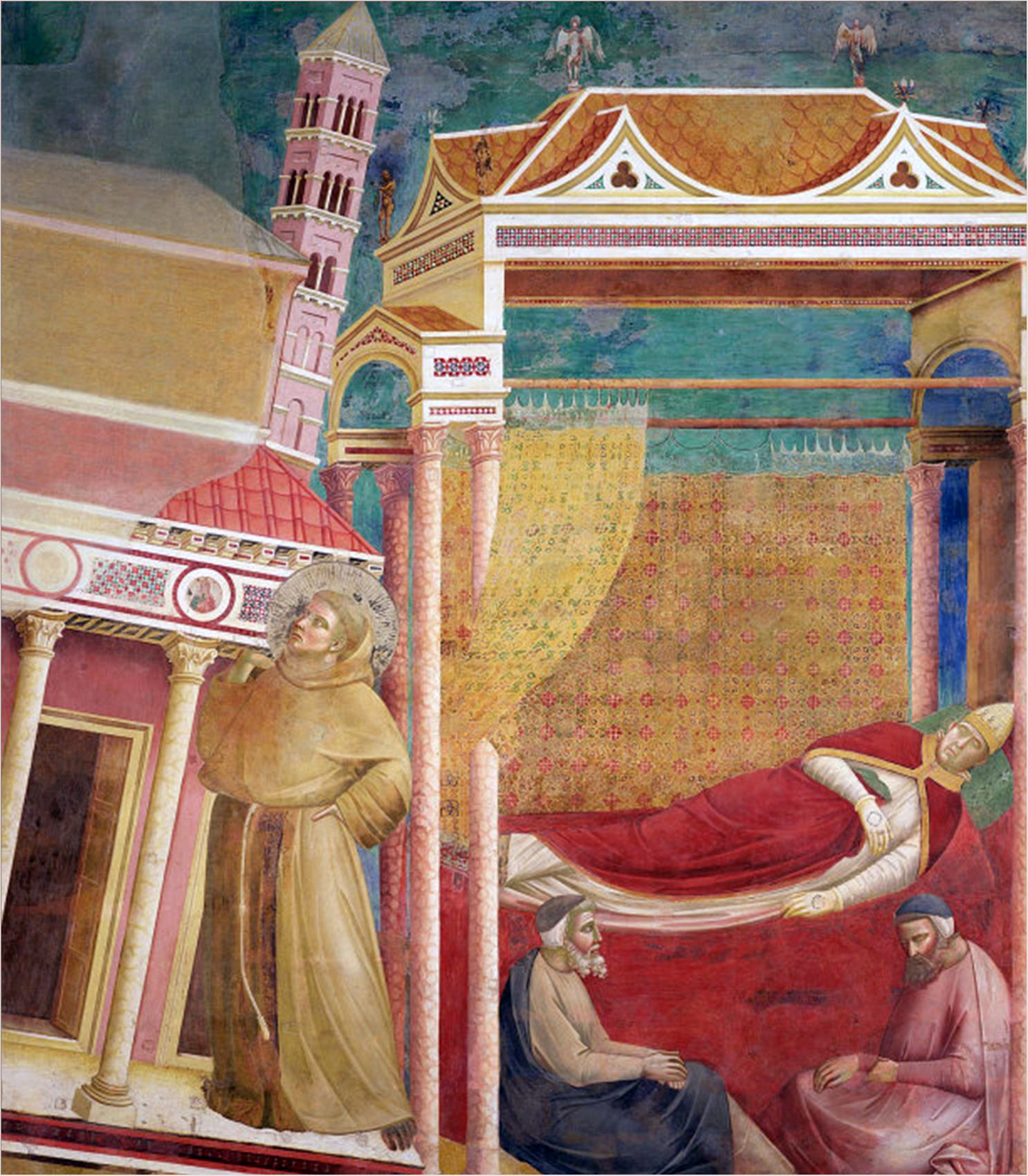
Le Rêve du Pape Innocent III, basilique supérieure d'Assise

Questione giottesca (en français : « question giottesque ») est un terme italien soulevant un problème des études sur l'histoire de l'art, problème mis en évidence par l'attribution (ou non) à Giotto des fresques de l'église supérieure de la basilique d'Assise, et dans quelle mesure par rapport à ses collaborateurs qui sont intervenus dans une œuvre aussi importante.
Cette interrogation concerne divers aspects : l'organisation des chantiers artistiques à partir du Moyen Âge ; le rôle des maîtres et les tâches effectuées par les aides ; la validité de l'attribution de grandes œuvres à un seul maître.
La question concerne aussi bien la peinture antique que celle de la Renaissance.

## Problèmes soulevés
Partant du principe qu'en l'absence de documents précis, rien ne peut être affirmé avec une certitude il s'agit néanmoins d'établir quelles œuvres, ou partie d'œuvre du peintre peuvent lui être attribuées avec une certitude raisonnable au peintre à l'auteur ou à ses aides ou même serait d'une autre main ou atelier.
En ce qui concerne Assise en particulier, la critique n'est pas unanime sur le fait que Giotto aurait collaboré avec Cimabue dans  l'église inférieure de la basilique d'Assise et éventuellement dans quelles parties dans la partie haute des fresques de l'église supérieure.
En ce qui concerne la partie inférieure des fresques de la Basilique qui représentent la Vie de saint François, la tradition les attribue à Giotto, et cette attribution est la plus accréditée par les historiens de l'art, mais certains ont évoqué le nom de Pietro Cavallini, peintre actif à Rome où il a réalisé les fresques de la basilique Santa Cecilia in Trastevere), plus âgé que Giotto, et que celui-ci a probablement rencontré à Rome.

## Termes de laQuestione Giottesca
- Giotto, jusqu’à l'obtention du statut juridique de magister, ne pouvait avoir une autonomie artistique et  d’entrepreneur ; en effet, seul le magister signait comme entrepreneur tous les contrats de l'atelier.
- Par leur nature, les grandes fresques nécessitaient le concours de nombreux intervenants, dont les rôles étaient divers allant des plus humbles et à ceux hautement artistiques.

Les grands chantiers nécessitaient de nombreuses « mains » et parfois, partagés commercialement en plusieurs lots, divers ateliers réalisaient simultanément les commandes.
- La grande aura que Dante a attribuée à Giotto déjà en 1300, année du premier jubilé, provenait probablement du fait que celui-ci avait été appelé par Boniface VIII à Rome justement à l'occasion de cet important évènement ; ce qui expliquerait l'abandon du cycle d'Assise, terminé probablement par un groupe de peintres différent de celui qui l'avait entrepris.
- Selon certains, Giotto était trop jeune pour avoir une responsabilité aussi importante, mais selon d'autres, à cette époque où à cinquante ans la personne était déjà vieille, à l'âge de vingt-cinq/trente ans, la personne avait atteint sa maturité.

Il faut noter que dans le même cycle de fresques d'Assise, saint François est représenté imberbe dans les trois premiers épisodes, quand il était un peu plus qu'adolescent et vieux grisonnant, plié sous le poids des ans dans les derniers ; on sait que saint François est mort à l'âge de 44/45 ans.
- La conception générale du cycle d'Assise est plutôt uniforme dans le message et dans le style faisant logiquement penser à une seule tête organisatrice.
- Les caractéristiques de Cavallini, font penser qu'il restait attaché à la tradition pour pouvoir prendre en charge des « cose nuove » (nouveautés) aussi bien du point de vue iconographique que dans le style. La nouveauté, chez Giotto était dans la façon de voir les choses, réunies dans un espace et dans un temps toujours plus précis.
- Giotto pourrait avoir demandé à Cavallini ou un maître de son atelier de l'aider sur ce chantier.

## La hiérarchie des chantiers
Grâce à un document sur Giotto, se rapportant aux travaux près de Castel Nuovo à Naples, et à d'autres documents et témoignages relatifs à d'autres maîtres, il a été possible de reconstituer l'organigramme des chantiers de peinture.
L'existence du prothomagister, une sorte de chef de maîtres qui s'occupait d'opérations particulières, dans le cas des peintures ; il s'occupait du projet et de l'organisation et pouvait intervenir contemporainement sur trois chantiers (comme à Naples).
Sous le prothomagister existait une structure organisée hiérarchiquement de nombreux maîtres-peintres, maîtres -manœuvres et simples aides qui travaillaient sur la planification pendant la période nécessaire à leur intervention (parfois quelques jours).
L'activité « manuelle » du chef-maître était présente uniquement pendant quelques phases, particulièrement lors de la création artistique : son rôle était celui d'un « normalisateur » afin que le résultat final soit homogène grâce au nivellement des variables d'exécution des différents intervenants. Il existe une mention explicite de cette fonction dans un document relatif de Lippo di Benivieni de 1313.
En ce qui concerne la présence du maître et des collaborateurs sur le chantier, un document de 1347 concernant la décoration à fresque du Palais des Papes d'Avignon, par le maître Matteo Giovannetti : sur vingt-cinq travailleurs, trois ont le titre de maître (en incluant Giovannetti), mais seul le prothomagister est présent tous les jours tandis que les deux autres sont présents par intermittence et sont payés huit sous par jour. Les autres ouvriers qui sont payés de six à deux sous par jour ne sont présents qu'à des moments déterminés ou seulement lors de la phase initiale (montage des échafaudages) ou finale (démontage, finition, nettoyage des salles) ou occasionnellement  pour des tâches ciblées.
Le maître en chef est présent depuis la création artistique (projet), puis pendant tout le travail il surveille et corrige le travail des autres et enfin comme auteur direct, il intervient dans la décoration en particulier dans la peinture des détails difficiles comme les figures humaines et les visages en particulier.
Un autre personnage parfois mentionné est le sollicitator fabricae, une sorte de contrôleur des travaux finalisant la conclusion du chantier.
La réalisation des grandes œuvres à fresque nécessitait donc un grand nombre d’intervenants et de compétences diverses.

## Partage des tâches
Déjà à l'époque de Dioclétien (243-313), dans l'Édit du Maximum (Edictum De Pretiis Rerum Venalium - 301), où sont énumérés les divers travaux et les salaires respectifs pour tout l'Empire, concernant la peinture murale est évoqué un pictor parietarius payé 75 danari et d'un pictor imaginarius payé 150, correspondant probablement respectivement à l'exécuteur manuel des peintures et le projeteur ou dessinateur.
Cennino Cennini dans son Libro dell'arte parle de « maestrio » qui enseigne aux autres hommes comment devenir maîtres, à prendre dans le contexte comme le titulaire d'un atelier ou d'un chantier ayant de simples peintres sous ses ordres.
Un autre document est le contrat daté du  29 juin 1502  par lequel le futur pape Pie III charge Pinturicchio de décorer à fresque la Libreria Piccolomini du Dôme de Sienne :

« [Pinturicchio] sia tenuto a fare tutti li disegni delle istorie di sua mano in cartoni et in muro, fare le teste di sua mano tutte in fresco, et in secho ritocchare et finire infino a la perfectione sua »

— Commentario alla vita di Bernardino Pintoricchio, Gaetano Milanesi.
Les termes de ce document sont confirmés dans de nombreux comptes-rendus de chantiers antérieurs jusqu'à l'époque de Giotto, ce qui laisse présager que les procès et les organisations des chantiers soient restés  figés.
Un compte rendu contenu dans une lettre datée du  6 juin 1572  de Giorgio Vasari adressée à Cosme Ier de' Medici, détaille les dépenses et le personnel nécessaires pour les fresques  de la  coupole de Santa Maria del Fiore.
Sur ce document, Vasari demande outre le maître et personnel annexe, onze hommes pour le déroulement des travaux parmi lesquels :
- Au moins trois manœuvres et maçons pour l'enduit ;
- un maestro d'inportanza, picttore praticho, qui dirige le chantier tandis que  Vasari reste  in terra à faire les cartons
- trois maestri picttori pour faire les drapés, paysages, modèles en cire et en terre (pour l'étude des ombres par Vasari pendant le dessin des cartons)
- deux maestri picttori pour le décorations abstraites, décors, ciels et nuages et pour reporter les dessins sur les murs à partir des cartons (jusqu'au XVe siècle par les sinopie, ensuite par d'autres moyens comme  le  spolvero ou la gravure)
- deux manœuvres pour moudre les couleurs.

Il ne restait au maître que la réalisation du projet général, des cartons, la supervision, la normalisation des travaux des autres peintres et probablement la peinture des détails difficiles, surtout les figures humaines.
Une telle organisation, que Vasari indique être commune et se pratiquant dans d'autres villes, avait pour objectif la rapidité d'exécution des travaux avec le partage des tâches de façon que plusieurs opérations puissent être exécutées simultanément, mais surtout de ne pas perdre de temps lors de la pose de l'« intonaco a fresco » pendant lequel la peinture devait être étalée sans erreurs avant qu'elle ne sèche.

## Les dessins préparatoires

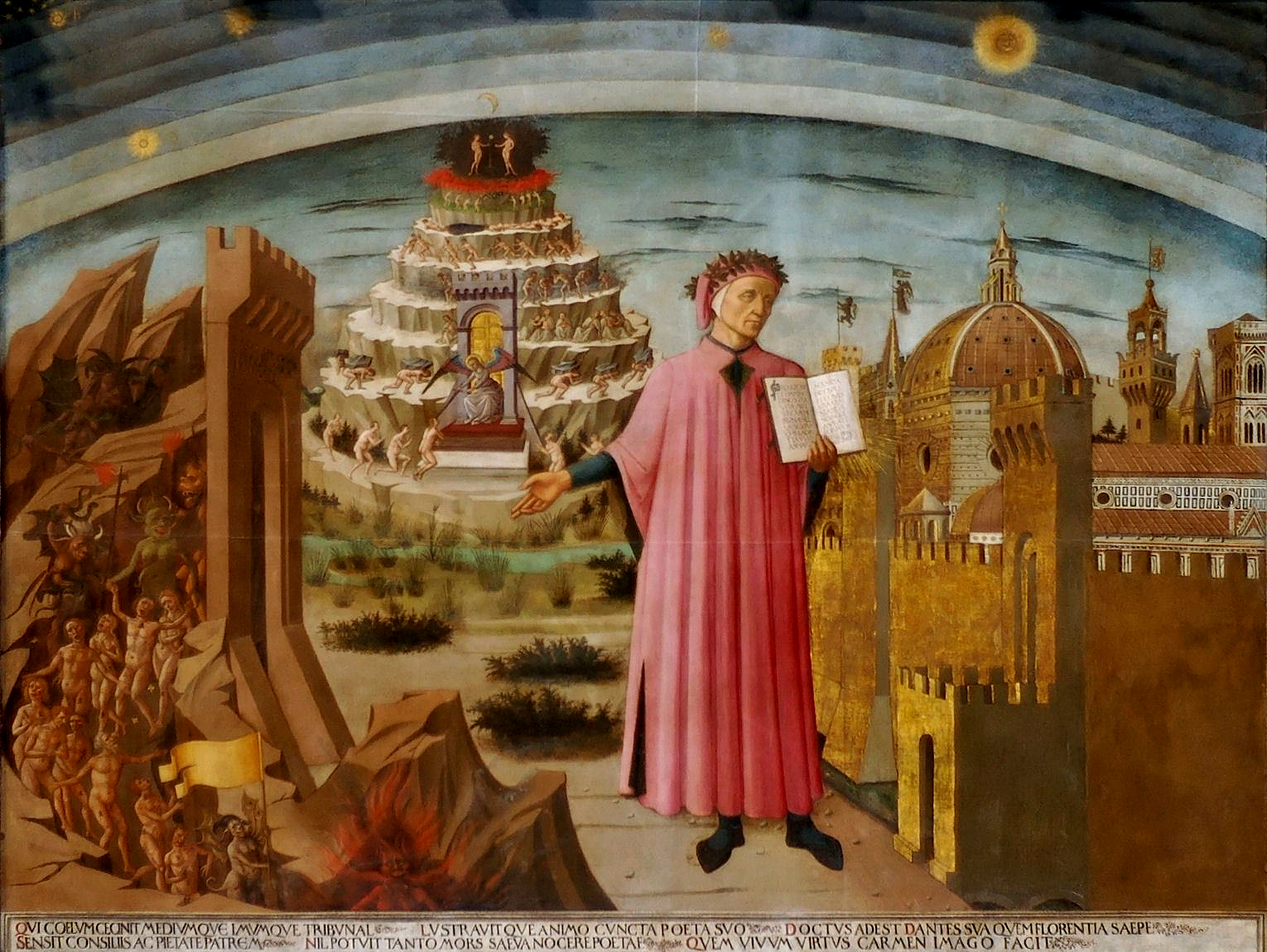
La Divina Commedia de Dante, fresque de Domenico di Michelino de la nef de Santa Maria del Fiore, sur un carton d'Alesso Baldovinetti.

Les dessins sur papier ou parchemin ou sur tout autre support antérieurs au XVe siècle sont pratiquement inexistants ce qui pose question quant à leur usage par les maîtres au cours de cette époque.
À ce propos, Cennino Cennini, écrivait qu'il était normal de faire usage de dessins à échelle réelle pour réaliser des casamenti, tandis que Giorgio Vasari, en décrivant une fresque inachevée de Simone Martini, cite comme nostri maestri vecchi avaient l'habitude de faire un dessin de l'œuvre qui, par la suite, était agrandi au carré en sinopia.
Dans un document de l'archive de Francesco Datini daté du 15 octobre 1415  les exécuteurs testamentaires du marchand d'art pratesin demandent aux peintres chargés de décorer à fresque le Palazzo Datini (Ambrogio di Baldese, Niccolò di Pietro Gerini , Alvaro di Piero, Lippo d'Andrea et Scolaio di Giovanni) de leur montrer leurs dessins préparatoires afin « d'évaluer et décider » avant la mise en route du chantier (Purgatoire - Chant  XXXII, 64-68, Paradis - Chant  XXIV, 24-27 et Convivio X 11).
Les dessins préparatoires avaient pour but de présenter le travail au client et étaient destinés à l'organisation du travail, servant à estimer  la quantité en personnel et matériel nécessaire ainsi que le coût et le temps d'exécution.
Sur la disparition de ces dessins, il faut tenir compte que ceux-ci avaient uniquement une fonction de projet et devenaient inutiles une fois la fresque terminée, souvent coupés et tachés et abîmés par leur manutention sur le chantier. Les dessins étaient enfin calqués sur les parois afin de réaliser la sinopia, parachevée par le maître.
Parfois, le maître faisait un croquis puis le donnait à quelqu'un d'autre pour réaliser le dessin.
Ce cas est évoque par Vasari dans Le Vite quand il décrit la façon par laquelle Andrea Pisano avait reçu  un disegno bellissimo de Giotto pour réaliser la décoration sculpturale de la porte du campanile de Santa Maria del Fiore.
Il ne reste que peu de témoignages de ces pratiques mais il est probable qu'elles aient été largement pratiquées : 
En effet, récemment il a été découvert que les fresques de Palazzo Trinci à Foligno ont été payées à Gentile da Fabriano, cette hypothèse avait déjà été évoquée par certains historiens d'art en étudiant la composition générale des peintures, mais suivie avec perplexité à cause de la  médiocre technique de peinture, expliquée par la création des seuls dessins préparatoires de la part du maître.
Il existe un document où Alesso Baldovinetti est chargé par  l'Opera del Duomo di Firenze de créer un dessin pour un Portrait de Dante avec la Divine Comédie pour Domenico di Michelino, qui créa la célèbre fresque de la nef de Santa Maria del Fiore.
À la lumière de ces exemples, qui mettent en évidence de larges collaborations entre les divers maîtres, le concept de paternité et d'attribution est à manier avec précaution.

## Travail en série: l'usage des «patrons»
Il problème de la « normalisation » était parfois résolu grâce à des artifices particuliers dont l'existence n'a été découverte que récemment.
Dans les documents des archives du XIVe et  XVe siècle on trouve souvent la mention patrones, qui ont été interprétés comme des figures modelées et dessins sur papier huilé ou cirée servent à la réalisation des divers dessins : figures humaines, éléments architecturaux, parties décoratives.
Ces patroni apparaissent à diverses reprises dans des documents servant d'ordres d'achats pour le matériel servant à leur réalisation ou à recruter le personnel pour les réaliser.
Cennino Cennini et certains prescripteurs dédient des chapitres entiers à la création du papier huilé transparent.
Parfois, lors de travaux de restauration, on découvre des feuilles de papier anciennes laissées dans des trous de boulin (Abbaye de Pomposa et Cappellone di San Nicola à Tolentino entre 1959-1964). Souvent l'absence de valeur de telles pièces, souvent usées et endommagées par les travaux, a fait passer sous silence de telles retrouvailles provoquant leur disparition.
En étudiant les fresques d'Assise, il est apparu des détails de certaines figures humaines ayant exactement les mêmes formes et dimensions, avec uniquement des variations dans l'inclinaison et parfois par un renversement recto/verso qui peut être expliqué uniquement par l'usage du compas ou par l'usage de pochoirs ou modèles transparents. Il existe une figure de guerrier et une de berger dont les éléments (veste supérieure, plis de l'habit qui couvre les jambes, bras et jambes) ont des dimensions identiques mais tournées de différentes manières afin de percevoir deux figures bien distinctes.

## Sources
- (it) Cet article est partiellement ou en totalité issu de l’article de Wikipédia en italien intitulé « Questione giottesca » (voir la liste des auteurs).

## Évocation de l'expression  dans les arts
- Dario Fo, in  Giotto o Non Giotto, Modena, Panini (2009)  (ISBN 9788857001395 et 8857001393)